# 58e Infanteriedivisie (Wehrmacht)
De Duitse 58e Infanteriedivisie (Duits: 58. Infanterie-Division) was een Duitse infanteriedivisie tijdens de Tweede Wereldoorlog. De divisie werd op 26 augustus 1939 opgericht.

## Geschiedenis
De divisie werd voor het eerst ingezet bij de Fall Gelb, de Duitse aanval op de lage landen. De divisie werd van 10 mei 1940 tot 25 juni 1940 aan het front in het westen. Nadat de Duitsers Frankrijk hadden veroverd, werd de infanteriedivisie in België gestationeerd.
Daar verbleef de divisie tot 21 april 1941. De divisie kreeg toen de taak om zich in Oost-Pruisen te verzamelen, om te kunnen deelnemen aan operatie Barbarossa. De 58e infanteriedivisie drong door tot aan de stadsgrenzen van Leningrad en was daar betrokken bij de belegering van de stad. De divisie werd, net als de andere Duitse troepen, in 1944 steeds verder teruggedrongen. De divisie vocht in de terugtocht onder meer in het Samland en het schiereiland Hel. De divisie gaf zich uiteindelijk in mei 1945, samen met de rest van het Armee Ostpreußen, over aan de Sovjet-Unie.

## Bevelhebbers
- Generalleutnant Iwan Heunert (1 september 1939 - 4 september 1940)
- Generalleutnant Dr. Friedrich Altrichter (4 september 1940 - 2 april 1941)
- Generalleutnant Karl von Graffen (2 april 1941 - 1 mei 1943)
- General der Artillerie Wilhelm Berlin (1 mei 1943 - 7 juni 1943)
- Generalleutnant Curt Siewert (7 juni 1943 - 13 april 1945)
- Oberst Fritz Klasing (13 april 1945 - mei 1945)

## Slagorde

### 1939
- Infanterie-Regiment 154
- Infanterie-Regiment 209
- Infanterie-Regiment 220
- Aufklärungs-Abteilung 158
- Artillerie-Regiment 158
  - I. Abteilung
  - II. Abteilung
  - III. Abteilung
  - IV. Abteilung
- Pionier-Bataillon 158
- Panzerabwehr-Abteilung 158
- Nachrichten-Abteilung 158
- Feldersatz-Bataillon 158
- Versorgungseinheiten 158

### 1942
- Grenadier-Regiment 154
- Grenadier-Regiment 209
- Grenadier-Regiment 220
- Radfahr-Abteilung 158
- Artillerie-Regiment 158
  - I. Abteilung
  - II. Abteilung
  - III. Abteilung
  - IV. Abteilung
- Pionier-Bataillon 158
- Panzerjäger-Abteilung 158
- Nachrichten-Abteilung 158
- Feldersatz-Bataillon 158
- Versorgungseinheiten 158

### 1943-1945
- Grenadier-Regiment 154
- Grenadier-Regiment 209
- Grenadier-Regiment 220
- Füsilier-Bataillon 58
- Artillerie-Regiment 158
  - I. Abteilung
  - II. Abteilung
  - III. Abteilung
  - IV. Abteilung
- Pionier-Bataillon 158
- Panzerjäger-Abteilung 158
- Nachrichten-Abteilung 158
- Feldersatz-Bataillon 158
- Versorgungseinheiten 158